# Linolaimus quadricoma
Linolaimus quadricoma is een rondwormensoort. De wetenschappelijke naam van de soort is voor het eerst geldig gepubliceerd in 1933 door Cobb.